# 6410 Fujiwara
6410 Fujiwara este un asteroid din centura principală de asteroizi.

## Descriere
6410 Fujiwara este un asteroid din centura principală de asteroizi. A fost descoperit pe 29 noiembrie 1992 la Kiyosato de Satoru Ōtomo. El prezintă o orbită caracterizată de o semiaxă mare de 2,77 ua, o excentricitate de 0,23 și o înclinație de 8,7° în raport cu ecliptica.